# 1988年上海
|        | 上海历史 |
| 世紀： | 19世紀上海 \| 20世紀上海 \| 21世紀上海                                                                                     |
| 年代： | 1950年代上海 \| 1960年代上海 \| 1970年代上海 \| 1980年代上海 \| 1990年代上海 \| 2000年代上海 \| 2010年代上海               |
| 年份： | 1984年上海 \| 1985年上海 \| 1986年上海 \| 1987年上海 \| 1988年上海 \| 1989年上海 \| 1990年上海 \| 1991年上海 \| 1992年上海 |
| 紀年： | 戊辰年（龙年）、上海开埠145周年、上海设市61周年                                                                            |

## 主要官员

### 党委
- 市委书记：江泽民

### 人大
- 人大常委会主任：胡立教→叶公琦

### 政府
- 市长：江泽民→朱镕基

### 法院
- 院长：华联奎→顾念祖

### 检察院
- 检察长：王兴→石祝三

### （党）纪委
- 书记：张定鸿

### 政协
- 主席：李国豪→谢希德

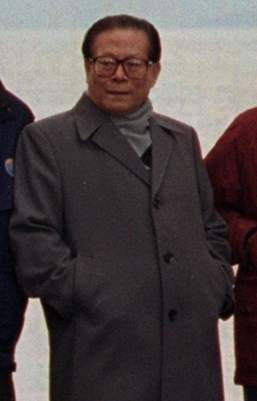
市委书记、市长江泽民
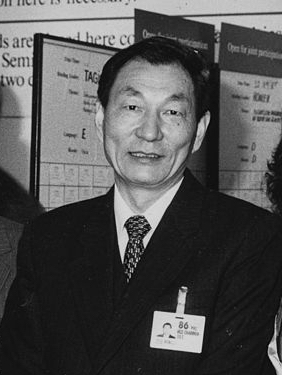
市长朱镕基

## 大事记
- 1月，浦江之声广播电台开播。
- 1月9日——国内第一艘排水量2.4万吨、可装4000辆轿车的汽车滚装船在江南造船厂下水。
- 1月13日——上海龙华革命烈士纪念地、松江唐经幢和徐光启墓列入第三批全国重点文物保护单位名单。
- 1月21日——宝山县和吴淞区撤销，合并建立宝山区。
- 1月26日——吴淞蕰藻浜大桥通车，为上海最长的公路桥。
- 1月28日——首次举行房产交易会。
- 1月，上海出现甲型肝炎的暴发流行。3-4日起，部分市民因食用来自江苏启东毛蚶染上甲型肝炎病毒病例，患病者人数骤增。市政府决定禁止市场出售毛蚶。
- 2月3日——第一艘经济型快速双体客轮沪船1号试航成功。
- 2月9日——金山县被国家文化部命名为中国现代民间绘画之乡。
- 2月25日——上海多特纸品有限公司成立，为上海首家由外商全权经营的中外合资企业。
- 3月6日——上海航天局承担245项技术项目的长征三号运载火箭发射成功。
- 3月9日——上海市公安局与美、港警方联合，破获贩运到美国的国际海洛因贩毒案。
- 3月10日——上海电影制片厂故事片《芙蓉镇》在香港上映15天，票房达511万港元，创内地影片在港最高票房纪录。7月18日，此片获二十六届卡罗维发利国际电影节水晶球奖。
- 3月19日——世界第一台细胞式计算机在沪诞生，由中美专家研制成功。
- 3月24日——沪杭外铁路环线匡巷站附近，发生311次列车与208次列车相撞事件。
- 4月2日——上海老城隍庙特色小商品首次到日本大阪等地参加龙华上海特色商品展。
- 4月11日——上海运动员杨文意在第三届亚洲游泳锦标赛上破女子50米自由泳世界纪录。
- 4月18日——上海国际人才交流协会成立。
- 4月21日——133名阿拉伯国家在沪留学生举行示威游行，谴责以色列暗杀巴勒斯坦领导人阿布杰·哈德。
- 5月11日——上海首次无偿献血周结束，1754人义务献血。
- 5月20日——上海区域气象中心成立，为全国第一个地方性区域气象中心。
- 5月28日～6月12日——举办第一届国际音乐节目展播。1993年第四届起改上海国际广播音乐节。
- 6月5～13日——上海首届曲艺艺术节举行。
- 6月8日——中国第一颗气象卫星在上海制造成功。
- 6月18日——上海航天基地研制出用于发射气象卫星的新型运载火箭。
- 6月28日——上海电视电子集团成立，为全国最大的电视机出口集团。
- 6月,市政府颁布《上海市暂住人口管理规定》，进一步规范暂（寄）住人口的户口登记。
- 7月23日——上海市漕河泾新兴技术开发区成立。
- 7月,上海第一家以证券业务为主的股份制金融企业上海万国证券公司开业。上海第一家股份制商业企业豫园商场股份有限公司发行股票。
- 8月8日——宝山钢铁联合（集团）公司成立，由上海宝山钢铁总厂为主体改组而成。
- 8月11日——市政府提出建设上海“菜篮子工程”。
- 8月15日——申银证券公司开业。
- 8月25日——苏州河合流污水治理工程开工。
- 9月7日——上海航天基地制造的长征4号火箭载送风云1号气象卫星成功进入太空。12月22日发射通信卫星成功。该基地一年内成功发射3颗人造卫星。
- 9月8日——上海市一条越江（黄浦江）电缆隧道贯通。
- 9月12日 台湾客船昌瑞轮首靠上海港，为解放后首艘台湾客轮抵上海。
- 9月19日——第一家农民办大型市区菜场桃浦新村副食品商场开业。
- 10月22～29日 上海电视节举行，36个国家和地区影视人参加。
- 10月27日——吴淞路闸桥工程开工。
- 10月28日——上海大众汽车有限公司轿车生产流水线建成投产，每天可装配桑塔纳轿车200辆。
- 10月31日——沪嘉高速公路（上海交通路杨家桥-嘉定）建成并全线通车，为全国第一条高速公路。长20.5公里，时速120公里，昼夜可通6万辆汽车。始建于1984年12月21日。
- 11月10～14日 首届上海国际动画电影节举行。
- 12月15日——南浦大桥动工建造。
- 12月25日——上海大众出租汽车公司开业。
- 12月29日——延安东路越江隧道北线建成并试通车。次年5月1日通车运营。

## 经济
- 上海工业总产值首次超1000亿元。

## 政府
- 4月19～30日——上海市第九届人民代表大会第一次会议举行。朱镕基当选为上海市市长。

## 环境
- 2月4日——报载，上海地面沉降加快，近4年中年均下降8毫米，比前4年增1倍。
- 10月26日——上海市灭臭虫工作通过国家级鉴定，上海为全国首批无臭虫城市。
- 是年，黄浦江黑臭天数为229天。